# Vergeet de tijd (single)
Vergeet de tijd is een nummer van de Belgische dj en producer Regi in samenwerking met actrice-zangeres Camille Dhont. Het nummer werd eind september 2020 uitgebracht, als zesde single van het gelijknamige album Vergeet de tijd. Het nummer werd gekozen als MNM-Big Hit, en kwam een week later meteen binnen op plaats 7 in de Ultratop 50. Zo behaalde Regi zijn 20ste top 10-hit. 

## Hitlijsten

### Ultratop 50 Vlaanderen
| Nummer   | 7  | 4  | 4  | 5  | 4  | 7  | 5  | 6  | 7  | 7  | 8   |
| Week:    | 12 | 13 | 14 | 15 | 16 | 17 | 18 | 19 | 20 | 21 |     |
| Positie: | 21 | 23 | 20 | 26 | 34 | 31 | 38 | 36 | 40 | 49 | uit |